# Loxia sinesciuris
Il crociere dell'Idaho (Loxia sinesciuris Benkman, 2009) è un uccello della famiglia Fringillidae, endemico dell'Idaho (USA).

## Tassonomia
Considerata in passato una sottospecie di Loxia curvirostra, è in atto considerata una specie a sé stante.